# Gymnophora inusitata
Gymnophora inusitata är en tvåvingeart som beskrevs av Brown 1987. Gymnophora inusitata ingår i släktet Gymnophora och familjen puckelflugor. Inga underarter finns listade i Catalogue of Life.